# Rudolf Kraj
Rudolf Kraj (* 5. prosince 1977 Mělník) je český boxer, místní politik a stříbrný olympijský medailista z Letních olympijských her 2000 v Sydney, v kategorii polotěžká váha.

## Boxerská kariéra
Má přezdívku „Rudi mlátička“. Na Letních olympijských hrách 2000 v Sydney se postaral o nejpřekvapivější český medailový zisk. Ve finále váhové kategorie do 81 kilogramů sice nestačil na největšího favorita polotěžké váhy, Rusa Alexandra Lebzjaka, ale i tak se radoval ze senzačního stříbra. Rodák z Mělníka se těšil z nejlepšího výsledku českého boxu na olympijských hrách od triumfu legendárního Bohumila Němečka na LOH 1960 v Římě.
Soupeři na OH 2000:
- 1. kolo: volný los
- 2. kolo: Olanda Anderson (USA) 13-12
- Čtvrtfinále: Jegbefumer Albert (Nigérie) 8-7
- Semifinále: Andryj Fedčuk (Ukrajina) 11-7
- Finále: Alexandr Lebzjak (Rusko) 6-20

Dále získal bronzovou medaili na amatérském mistrovství světa v boxu 2003 v Bangkoku. Od roku 2005 boxoval jako profesionál, vyhrál čtrnáct zápasů v řadě, jedinou porážku utrpěl v Miláně 24. října 2008 v zápase o titul mistra světa v těžké váze World Boxing Council od Itala Giacobbe Fragomeniho, po ní ukončil kariéru.

## Osobní život
Od roku 2008 je spolumajitelem Sportovního centra Rudolfa Kraje a hotelu Olympionik v Mělníku, kde působí jako generální ředitel. Má dvě děti, syna Rudolfa a dceru Terezu.
V říjnových komunálních volbách 2014 byl zvolen do 21členného mělnického zastupitelstva jako jediný z kandidátky Občanské demokratické strany. Mandát získal díky preferenčním hlasům z osmého místa.